# PopPorn
PopPorn é um festival de filmes, arte, workshops e debates ligados à pornografia e sua ligação com a cultura (alta cultura e cultura popular) em geral, que acontece em São Paulo. Criado em 2011 por Suzy Capó e inspirado pelo Pornfilmfestival Berlin, o evento, que chega a sua 10a edição em 2020, é hoje organizado por um coletivo queer formado por Tino Monetti, Vera Vasquez, Thiago Roberto, Marcelo D’Ávilla, Ledah Martins e Mayanna Rodrigues.

## História
Entre 2010 e 2011, houve um crescimento muito grande na discussão sobre sexo e pornografia, tanto no campo acadêmico como comercial e no cotidiano. Entretanto, ainda não havia um evento que levantasse o debate de forma integrada e pública - e não restrito a segmentos específicos da população. Em 2011, a produtora Suzy Capó - que já participara da produção do Festival MixBrasil - procurou o apoio do criador do Pornfilmfestival Berlin, Jürgen Brünning, e diversas empresas, profissionais e acadêmicos ligados ao tema, para criar uma versão brasileira do festival, que, ao contrário do festival original, não se limitaria a filmes pornográficos, trazendo também debates, workshops, exposições e outros eventos de disciplinas diferentes.

## Edições

### 1a edição (2011)
A primeira edição do festival aconteceu entre os dias 26 de Maio e 2 de Junho 2011, com eventos espalhados em diversas galerias, cinemas e espaços culturais na cidade de São Paulo, como a Galeria Vermelho, a Matilha Cultural, o Espaço Itaú de Cinema e o Cine Odeon, no Rio de Janeiro, que recebeu uma exibição especial. Os debates tiveram como tema "Pornografia & Feminismo", mediado por Penélope Nova, e "Páginas Picantes: O Ardor da Literatura Sexual", com Vange Leonel. Entre os 16 longas e 24 curtas exibidos, estiveram "O Diabo na Carne de Miss Jones" e "Último Tango em Paris".

### 2a edição (2012)
Sua segunda edição aconteceu entre os dias 1 e 3 de Junho de 2012. Ao contrário da primeira edição, os eventos do festival - projeções de filmes, debates, workshops etc. - aconteceram em apenas um lugar, a escola Trackers, ao longo de 48 horas ininterruptas. Por causa deste formato - análogo ao formato da Virada Cultural - o evento foi apelidado de Virada Porn. A segunda edição contou com exibição especial de filmes latinos (entre eles, obras do cineasta cubano Jorge Molina), animações e estreia do documentário "A Primeira Vez do Cinema Brasileiro", além da estreia do cabaret de abertura (com o tema "resistência"), de um workshop de sensualidade burlesca por Sweetie Bird e um debate sobre o futuro da pornografia.

### 3a edição (2013)
A terceira edição do PopPorn acontece entre os dias 7 e junho de 2013 em São Paulo, mais uma vez no espaço da Trackers. Os destaques da edição foram para a exposição "Com a genitália dos outros não se brinca", com curadoria de Thaís Mayume Maldita, e para a seleção de filmes de Poppy Cox, diretora artística do Bike Smut, com tema de bicicletas. Ainda no tema, a edição contou com a primeira edição da Pedalada dos Bikesexuais, em parceria com a Tag & Juice. Entre os filmes, destaque para "Joven y Alocada", "Uncle Bob", "O Come Tudo" e outros filmes de Pink Eiga, subgênero cinematográfico erótico japonês.

### 4a edição (2014)
O quarto festival PopPorn, mais uma vez realizado na Trackers, foi nos dias 6, 7 e 8 de junho de 2014. “Em mais um ano, o festival pretende aglutinar ideias, trabalhos, projetos, práticas, atividades e, sobretudo, pessoas em torno da sexualidade, para transitar entre as fronteiras da indústria do sexo, cultura pop, performance e arte”, informava o site do evento na edição, que contou com uma feira de zines, com a exposição "Vulva Liberta", com workshops de fotografia erótica, shibari e filmes faça-você-mesmo, além de debates sobre os temas "Sexo e Tecnologia", "Sexualidade na Gravidez" e "Ideologia e Corpo. Entre os filmes, foco no Brasil com exibição de um documentário sobre Cassandra Rios e o longa "Histórias Que Nossas Babás Não Contavam". Nas performances, destaque para "The Lap Dance Is Present", por Marcelo D'Avilla, "Nerdlesque", por Sweetie Bird e "Butoh Gaysha", de Rafael Amambahy.

### 5a edição (2015)
A quinta edição do festival, realizada entre 12 e 14 de junho de 2015, foi a primeira sem Suzy Capó após sua morte. Encabeçado por Mayara Medeiros e Roy Loui Di Paul (ambos donos da produtora de alt-porn X-Plastic), o coletivo pela primeira vez cuidou de todas as partes da programação do festival underground. Com o fechamento da Trackers, o evento ocorreu pela primeira vez no Teatro Cemitério de Automóveis, de Mário Bortolotto, na Rua Augusta. A edição foi uma grande homenagem a Suzy Capó, com performances, instalações artísticas e seus filmes preferidos sendo exibidos no fim de semana do festival, entre eles, "The Raspberry Reich", de Bruce LaBruce, "Mommy Is Coming", de Cheryl Dunye, "Meu Amigo Claudia", de Dácio Pinheiro", e "Nova Dubai", de Gustavo Vinagre. A edição contou ainda com um debate sobre HIV com Jean Wyllys e Lucinha Araújo.

### 6a edição (2016)
A sexta edição do evento foi realizada entre os dias 10 e 12 de junho de 2016, pela primeira vez no centro de São Paulo, no Largo do Arouche, no espaço The Sensation. Com forte teor político devido ao recente impeachment de Dilma Rousseff, a edição abordou a ideia de "terrorismo pornô", trazendo temas impactantes como feminismo periférico (em debate mediado por Eliane Dias, empresária do Racionais MC's, com o coletivo negro e queer Batekoo), a sexualidade de pessoas com diversidade funcional e a neutralidade de gênero. O festival contou com o apoio de "embaixadores" como François Sagat, Buck Angel e Caetano Veloso, que fizeram placas de apoio ao evento. Entre os filmes, foram exibidos "Como Gado Em Direção ao Brilho", de Dennis Cooper, o brasileiro "O Animal Sonhado", da Tardo Filmes, e o documentário espanhol "Yes, We F*ck!". Em 2016, o PopPorn fez seleções especias, curadas e apresentadas por Tino Monetti, em outros festivais internacionais como o Pornfilmfestival Berlim e o International Queer Migrant Film Festival, em Amsterdam, na Holanda.

### 7a edição (2017)
A edição 7 do PopPorn foi a primeira realizada no bairro da Vila Madalena, dentro do espaço Estação Rio Verde, dias 3 e 4 de junho de 2017. Com o tema "Meu Corpo, Minhas Regras", o evento contou com apresentações musicais, performances, workshops e debates, como "Sexo Com Mais de 50", mediado pela antropóloga Carol Parreiras, e "BDSM e Fetiche no Brasil", ministrado pelo jornalista Amauri Stamboroski Jr e pela jornalista Marie Declerq. Entre os filmes, mais de 100 obras de 15 países foram selecionadas e exibidas, entre elas, sessões temáticas como "Trabalhadorxs do Sexo", "Feitos Por Mulheres", "Porn Art", Pornologia" e "Vice Apresenta", feita com a media partner do festival, VICE. O grande destaque (e vencedor da edição) foi o francês "Ser Cavalo".

### 8a edição (2018)
A 8a edição do evento, com o tema "Descubra-se" foi novamente realizada na Estação Rio Verde, nos dias 9 e 10 de junho de 2018. Entre os destaques do ano estiveram a programação de filmes com todos dirigidos por mulheres (entre eles, "Amores Líquidos", "Latifúndio", "O Encontro", "Chega de Fiu-Fiu", "Landlocked" e "Cidade Queer"), com curadoria de May Medeiros e Mayume Maldita, além do retorno da feira de zines, e os clássicos debates e workshops.

### 9a edição (2019)
O PopPorn 9 ocorreu pela primeira vez em agosto, entre os dias 16 e 18 de agosto (aniversário de Suzy Capó), no Espaço Esponja, uma cobertura do centro de São Paulo. Os destaques foram a campanha em vídeo que trouxe 9 "pecados do capital" através de 9 performers: feminicídio, fé, gordofobia, homofobia, transfobia, binarismos, corrupção, racismo e descarte (dos corpos feminismo na pornografia mainstream). O evento teve filmes e documentários renomados como o espanhol "Viver e Outras Ficções", que trata sobre a sexualidade de pessoas com deficiência, o longa nacional "A Rosa Azul de Novalis", de Gustavo Vinagre, e os novos filmes de Bruce LaBruce e Emilie Jouvet.